# Östrand

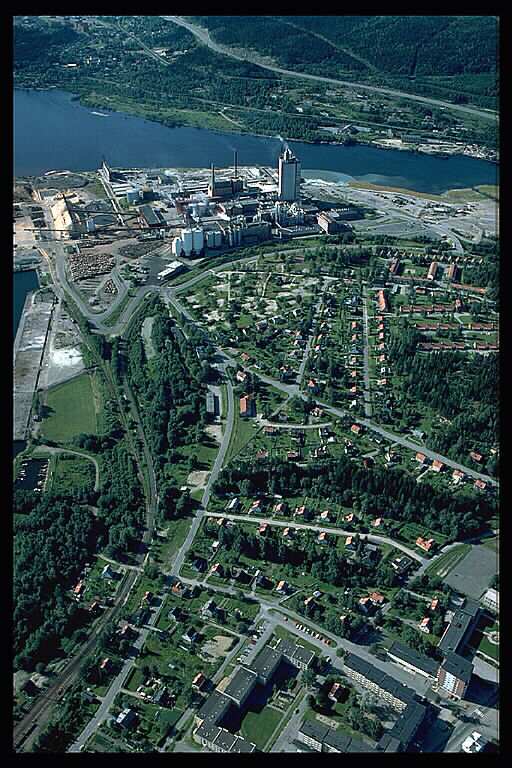
Östrand

Östrand är en del av tätorten Timrå i Timrå kommun. Östrand ligger mellan Vivsta (som utgör Timrås centrum) och gränsen till Sundsvalls kommun (se Sundsbruk).